# Saint-Aignan-Grandlieu

Saint-Aignan-Grandlieu este o comună în departamentul Loire-Atlantique, Franța. În 2009 avea o populație de 3,467 de locuitori.